# Andrés Alcón Calduch
Andrés Alcón Calduch (Valencia, 30 de noviembre de 1782 - Madrid, 1 de noviembre de 1850) fue un farmacéutico y químico español.
Hijo de farmacéutico, estudió química en Madrid con Joseph Louis Proust, botánica en el Real Jardín Botánico de Madrid con Antonio José de Cavanilles y mineralogía con Christian Herrgen. En 1804 se licenció en farmacia y en 1805 en química. Posteriormente, estudió en París con Louis Nicolas Vauquelin, Louis Jacques Thénard y Joseph Louis Gay-Lussac. Luchó en la guerra del francés y obtuvo la cátedra de química en el Real Colegio de Farmacia de San Fernando y del Real Museo de Ciencias Naturales . 
Catedrático de química de la Universidad Complutense de Madrid (1822). Tras la llegada de los Cien Mil Hijos de San Luis se exilió en Edinburgo, Londres y París. Regresó a España en 1830. Diputado por Valencia en las Cortes de (1836 - 1843).  Fue presidente de la Junta Directiva del Real Museo de Ciencias Naturales, Inspector de Farmacia y presidente de la Junta Directiva del Cuerpo de Sanidad Militar. En 1847 fue nombrado académico fundador de la recientemente constituida Real Academia de Ciencias Exactas, Físicas y Naturales.